# Andraševec
Andraševec est un village de la municipalité de Oroslavje (comitat de Krapina-Zagorje) en Croatie. Au recensement de 2011, le village comptait 859 habitants.